# Parque Ecológico Recreativo Lago Agrio
El parque PERLA (siglas de Parque Ecológico Recreativo Lago Agrio) está situado en la región amazónica del Ecuador, en la provincia de Sucumbíos, ciudad de Nueva Loja. Su administración es llevada a cabo por la Dirección de Turismo del Municipio de Lago Agrio, desde su inauguración en 2009

## Historia
El parque PERLA es el primer lugar en Lago Agrio que se dedica a la protección de flora y fauna endémica.Menos de un millón de dólares americanos invirtió OCP Ecuador y la Dirección de Turismo del Municipio de Lago Agrio en rescatarla.Su mayor atractiva es su laguna. Esta tiene orígenes Sionas, una de las nacionalidades indígenas presentes en Sucumbíos. Los Sionas la llamaban Psasa-pari-jaira, que significa “Chaparita”, es decir, tortuga amazónica.

## Características
La laguna Charapita es su principal fuente de atracción, mide 1200 metros de largo y 400 metros de ancho. En ella encontramos especies como: tortugas de río, bocachico, pirañas, guanchiches, rayas e invertebrados. 
Además, por vía terrestre presenta dos senderos que rodean la laguna en casi toda su magnitud. El sendero Hoatzín (en honor a una ave del sector) cubre aproximadamente 850 metros y el sendero Psasa Pari Jaira 920 metros.
El PERLA goza de atractivos familiares, lo cual genera su gran concurrencia tras cada fin de semana. En él se puede encontrar ciclovías, canoping, paseo en canoa, canchas deportivas, un centro de interpretación cultural indígena de Sucumbíos y al final del sendero Psasa Pari un centro gastronómico. Tan solo es necesario 20 minutos en automóvil para llegar desde el centro de la ciudad.

## Clima
Presenta un clima cálido húmedo, idóneo para las especies tropicales. Su altitud oscila en los 297 m s. n. m. Por lo general su temperatura presenta rangos entre 20 y 40 grados centígrados.

## Ecoturismo
En el año 2012 se colocó en el segundo lugar del PREMIO VERDE, impulsado por el Banco de Desarrollo del Ecuador. Este logro surge gracias a los esfuerzos por impulsar y mantener un turismo sostenible. Además, por la preservación y cuidados de especies de la zona.
Actualmente en el PERLA existen investigaciones sobre flora y fauna. La identificación de nuevas especies, junto con su cuidado y preservación ambiental, es punto fundamental del organismo encargado y regulador de turismo de la zona.
En todo su territorio, tanto terrestre como acuático, se podrá encontrar especies como: cuchuchos, guanta, guatusa, armadillo, capibara, venado entre otros. Así mismo, las especies vegetales cuentan con mucha historia, y en su mayoría son usadas como remedios ancestrales. Aquí encontramos especies arbóreas como: papayuelo, higuerón, árbol de caucho, aguacate de monte, pomarrosas y ficus gigantes.